# Día Internacional de la Preservación de la Capa de Ozono
El Día Internacional de la Preservación de la Capa de Ozono es una jornada que se celebra anualmente el 16 de septiembre desde 1995, fue promulgada por la AGNU en ese mismo año.

## Proclamación
El Día Internacional de la Preservación de la Capa de Ozono fue proclamado por la Asamblea General de Naciones Unidas el 23 de enero de 1995. El reconocimiento internacional de esta conmemoración ha sido fundamental en la lucha contra el agotamiento de la capa de ozono y, por consiguiente, en la protección de la vida en la Tierra. La proclamación de este día tiene como objetivo aumentar la conciencia sobre la importancia de proteger la capa de ozono y celebrar los logros alcanzados a través de la cooperación internacional.Capa de Ozono

## Celebración
Este día se celebra cada 16 de septiembre. La fecha fue elegida para conmemorar la firma del Protocolo de Montreal en 1987, un acuerdo internacional que tiene como objetivo eliminar la producción y el consumo de sustancias como los CFC y HCFC que agotan la capa de ozono. Este protocolo es considerado uno de los acuerdos medioambientales más exitosos, ya que ha logrado la cooperación global y la implementación de medidas efectivas para reducir y eliminar el uso de sustancias nocivas. La primera celebración oficial del día tuvo lugar en 1995. Cada año, este día se celebra con diferentes lemas que resaltan la importancia de la preservación de la capa de ozono y su impacto en la mitigación del cambio climático.

## Temas
Resumen de temas relacionados
- 1995: Primera celebración[5][6]
- 1997: Ozone awards,[7] ('Premios Ozono')
- 1998: For life on earth: Be ozone-friendly,[8][9] ('Por la vida en la Tierra: sé amigable con el ozono')
- 1999: Save O3ur Sky: Be Ozone Friendly,[10]   (Salvemos nuestro cielo: sé amigable con el ozono')
- 2000-2002: Save O3ur Sky: Protect Yourself; Protect the Ozone Layer,[11][12] ('Salvemos nuestro cielo: protégete; protege la capa de ozono')
- 2003: Salvemos nuestro cielo: hagámoslo por los niños[13]
- 2004: Save O3ur Sky: Ozone Friendly Planet, Our Target,[14] ('Salvemos nuestro cielo: nuestro objetivo, un planeta amigable con el ozono')
- 2005: Act Ozone Friendly - Stay Sun Safe!,[15] ('¡Protege la capa de ozono, protégete del sol!')
- 2006: Protect the Ozone Layer: Save Life on Earth,[16] ('Proteger la capa de ozono es salvar la vida en la Tierra')
- 2007: Celebrating 20 years of progress in 2007,[17] ('Celebrando 20 años de progreso en 2007')
- 2008: Montreal Protocol - Global partnership for global benefits,[18] ('El Protocolo de Montreal - Asociación mundial para obtener beneficios mundiales')
- 2009: Universal participation: Ozone protection unifies the world,[19] ('Participación universal: la protección del ozono unifica al mundo')
- 2010: Ozone layer protection: governance and compliance at their best,[20] ('Protección de la capa de ozono: el fortalecimiento de la gobernanza y el cumplimiento')
- 2011: HCFC phase-out: a unique opportunity,[21] ('La eliminación de los hidroclorofluorocarbonos, una oportunidad única')
- 2012: Protecting our atmosphere for generations to come,[22]('Protegiendo nuestra atmósfera para las generaciones venideras')
- 2013: A healthy atmosphere, the future we want,[23]  ('Una atmósfera saludable es el futuro que queremos')
- 2014: Ozone Layer Protection: The Mission Goes On,[24] ('Protección de la Capa de Ozono: La Misión sigue en pie')
- 2015: Ozone: All there is between you and UV,[25] ('El ozono: todo lo que hay entre usted y los rayos UV')
- 2016: Ozone and climate: Restored by a World United,[26] ('El ozono y el clima, recuperados por un mundo unido')
- 2017: Al cuidado de toda la vida en el planeta[27]
- 2018: Consérvate cool y continúa: el Protocolo de Montreal[28]
- 2019: 32 años de recuperación[29][30]
- 2020: Ozono para la vida: 35 años de protección de la capa de ozono[31]
- 2021: Protocolo de Montreal, para mantenernos frescos nosotros, nosotras, a nuestros alimentos y nuestras vacunas[32]
- 2022: El Protocolo de Montreal 16 de septiembre de 2022 Día Mundial de la Capa de Ozono[33]
- 2023: Protocolo de Montreal: reparar la capa de ozono y reducir el cambio climático[34]
- 2024: El Protocolo de Montreal impulsa la acción por el clima[35]